# Miconia onychocalyx
Miconia onychocalyx är en tvåhjärtbladig växtart som beskrevs av Alexander Gilli. Miconia onychocalyx ingår i släktet Miconia och familjen Melastomataceae. Inga underarter finns listade i Catalogue of Life.